# John Bothwell, 1. Lord Holyroodhouse
John Bothwell of Auldhamer, 1st Lord Holyroodhouse (* 1550 in Edinburgh, Schottland; † 26. November 1609 in Edinburgh, Schottland) war ein schottischer Richter und Senator of the College of Justice, der in Holyrood House lebte, bevor es zu einem königlichen Palast wurde. Zudem war er Abt von Holyrood Abbey.

## Herkunft
Er wurde in Bothwell House in Edinburgh als Sohn des Bischofs Adam Bothwell, ein Lord of Session und Bischof von Orkney geboren. Seine Mutter war Margaret Murray, Tochter von John Murray of Touchadam. Sein Onkel väterlicherseits, Richard Bothwell, diente als Probst von Edinburgh während der Regierung von Mary Queen of Scots. Sein Großvater Francis Bothwell war auch ein Senator of the College of Justice seit der Gründung 1532 und ein Lord of Session in Edinburgh. Francis war Probst von Edinburgh von 1523 bis 1524. Seine Tante, Janet Bothwell, war die Mutter des Mathematikers, John Napier.

## Leben
Zu Beginn seines Lebens wurde er als „John Bothwell of Alhammer“ betitelt.
Er war ein Favorit von Jakob VI., der ihm zum Abt von Holyrood Abbey ab 1581 erhob.
Im Juli 1593 wurde er Senator of the College of Justice und Lord of Session, als Nachfolger seines Vaters und erhielt den Titel „Lord Holyroodhouse“.
Er war ein Verbündeter des Laird of Buccleuch.
Im Dezember 1607 erhob der König seinen Titel von einem nicht erblichen zu einem erblichen Titel.
Er starb am 26. November 1609. Es wird vermutet, dass er in Holyrood Abbey, in der Nähe seines Zuhauses, begraben ist. Wenn das so wäre, würde er wahrscheinlich das Grab mit seinen Eltern an der zweite Säule vom Hauptfenster im Osten teilen.

## Familie
Er war verheiratet mit Maria (oder Marie) Carmichael († 1626), eine Tochter von Sir John Carmichael of Carmichael († 1600).
Deren Sohn, John Bothwell, wurde zum zweiten Lord Holyroodhouse. Wahrscheinlich lebte er in Dundee und nicht in Edinburgh da er 1620 zum Burgess der Stadt wurde. Der Titel Lord Holyroodhouse erlosch vorübergehend mit seinem Tod 1638, allerdings wurde der Titel im 18. Jahrhundert von Henry Bothwell, 3rd Lord Holyroodhouse (1657–1755) übernommen.